# Ivanoe Bonomi
Ivanoe Bonomi (Mantova, 1873. október 18. – Róma, 1951. április 20.) olasz reformszocialista politikus, miniszterelnök és hadügyminiszter volt.

## Élete
Ivanoe Bonomi 1873. október 18-án született Mantuában. 1898-ban - jogi és természettudományi tanulmányai befejezése után - újságírással kezdett foglalkozni. Az Olasz Szocialista Párt tagjaként az Avanti!-ban és a Critica Socialistában publikált. 1909-ben parlamenti képviselőnek választották. Ezt követően a pártból való kizárása után megalapította a reformszocialista mozgalmat. Az első világháború alatt és után több miniszteri (közmunkaügyi és hadügyminiszteri) pozíciót is betöltött, 1921-ben pedig rövid ideig a miniszterelnöki tisztséget is ellátta. 1924-ben visszavonult, mivel ellenezte Benito Mussolini politikáját. A második világháború alatt ő volt az olasz antifasiszta mozgalom vezetője. Szicília 1943. augusztusi megszállása nehéz helyzetbe hozta Mussolinit. Nyilvánvaló volt, hogy a sziget egy Olaszország elleni invázió bázisa lesz. A Fasiszta Nagytanács július 24-én tartott ülésén elfogadták Galeazzo Ciano javaslatát, amely szerint Olaszország különbékét köt a szövetségesekkel.
A következő napon III. Viktor Emánuel olasz király leváltotta Mussolinit. Előbb Pietro Badoglio, majd 1944 júniusában Bonomi lett a miniszterelnök. A Mussolini elleni egységfront megteremtéséért Bonomi kormányába bekerültek olyan régi antifasiszták, mint Carlo Sforza, Benedetto Croce és Palmiro Togliatti (az Olasz Kommunista Párt vezetője) is. Bonomi megbízatása 1945-ig tartott. Három évvel később megválasztották az olasz szenátus vezetőjének. 1951. április 20-án hunyt el Rómában.